# DeWitt County (Illinois)
De Witt County is een county in de Amerikaanse staat Illinois.
De county heeft een landoppervlakte van 1.030 km² en telt 16.798 inwoners (volkstelling 2000). De hoofdplaats is Clinton.